# Ртутьтулий
Ртутьтулий — бинарное неорганическое соединение
тулия и ртути
с формулой TmHg,
кристаллы.

## Получение
- Сплавление стехиометрических количеств чистых веществ в инертной атмосфере:

{\displaystyle {\mathsf {Tm+Hg\ {\xrightarrow {1000^{o}C}}\ TmHg}}}

## Физические свойства
Ртутьтулий образует кристаллы
кубической сингонии,
пространственная группа P m3m,
параметры ячейки a = 0,3632 нм, Z = 1,
структура типа хлорида цезия CsCl
.
Соединение разлагается при температуре >1000 °C .